# تاج أباد (اسماعيلي كرمان)
تاج أباد (بالفارسية: تاج‌آباد) هي منطقة سكنية تقع في إيران في منطقة إسماعيلي. يقدر عدد سكانها بـ 50 نسمة .